# Ide (Tochter des Melisseus)
Ide (altgriechisch Ἴδη Ídē; manchmal auch Ἴδα Ída oder Εἴδη Eídē), Tochter des Melisseus und Schwester der Adrasteia, ist eine Gestalt der griechischen Mythologie.
Sie war eine idäische Nymphe in Kreta und vermutlich eine Eponyme des kretischen Ida-Gebirges. Rhea vertraute ihr den kleinen Zeus zur Erziehung an (siehe Ammen des Zeus). Ida soll auch Namensgeberin des phrygischen Ida-Gebirges gewesen sein und in Troas geherrscht haben.
In einer anderen Version waren Ida, Adrasteia und eine weitere Schwester namens Amalthea Töchter des Okeanos.